# 스탠퍼드 무어
스탠퍼드 무어(영어: Stanford Moore, 1913년 9월 4일 ~ 1982년 8월 23일)는 미국의 생화학자이다. 1972년에 리보뉴클레이스 내 활성센터의 화학 구조와 촉매 활동 간의 연관성을 연구한 공로로 크리스천 B. 앤핀선, 윌리엄 하워드 스타인과 함께 노벨 화학상을 수상했다.

## 수상 경력
- 1972년 : 노벨 화학상

## 참고 문헌
- Marshall, Garland R; Feng Jiawen A; Kuster Daniel J (2008). “Back to the future: Ribonuclease A”. 《Biopolymers》 90 (3): 259–77. doi:10.1002/bip.20845. PMID 17868092.
- Hirs, C H (January 1984). “Stanford Moore. Some personal recollections of his life and times”. 《Anal. Biochem.》 136 (1): 3–6. doi:10.1016/0003-2697(84)90301-4. PMID 6370037.